# Võibla
Võibla är en ort i Estland. Den ligger i Tartu kommun och landskapet Tartumaa, i den centrala delen av landet, 150 km sydost om huvudstaden Tallinn. Võibla ligger 50 meter över havet och antalet invånare är 124.
Terrängen runt Võibla är platt. Runt Võibla är det glesbefolkat, med 16 invånare per kvadratkilometer. Närmaste större samhälle är Dorpat, 10,4 km söder om Võibla. Omgivningarna runt Võibla är en mosaik av jordbruksmark och naturlig växtlighet.